# Escolas Públicas de Brockton
As Escolas Públicas de Brockton (Brockton Public Schools, BPS) é um distrito escolar de Massachusetts. Tem a sua sede em Brockton.
O distrito tem estudantes de muitos países, incluindo vários países que falam espanhol; Albânia, Angola, Brasil, Cabo Verde, Camboja, China, Coreia, Haiti, Índia, Laos, Lituânia, Paquistão, Polónia, Portugal, România, Rússia, Turquia, e Vietname.